# Landeskriminalamt (Österreich)

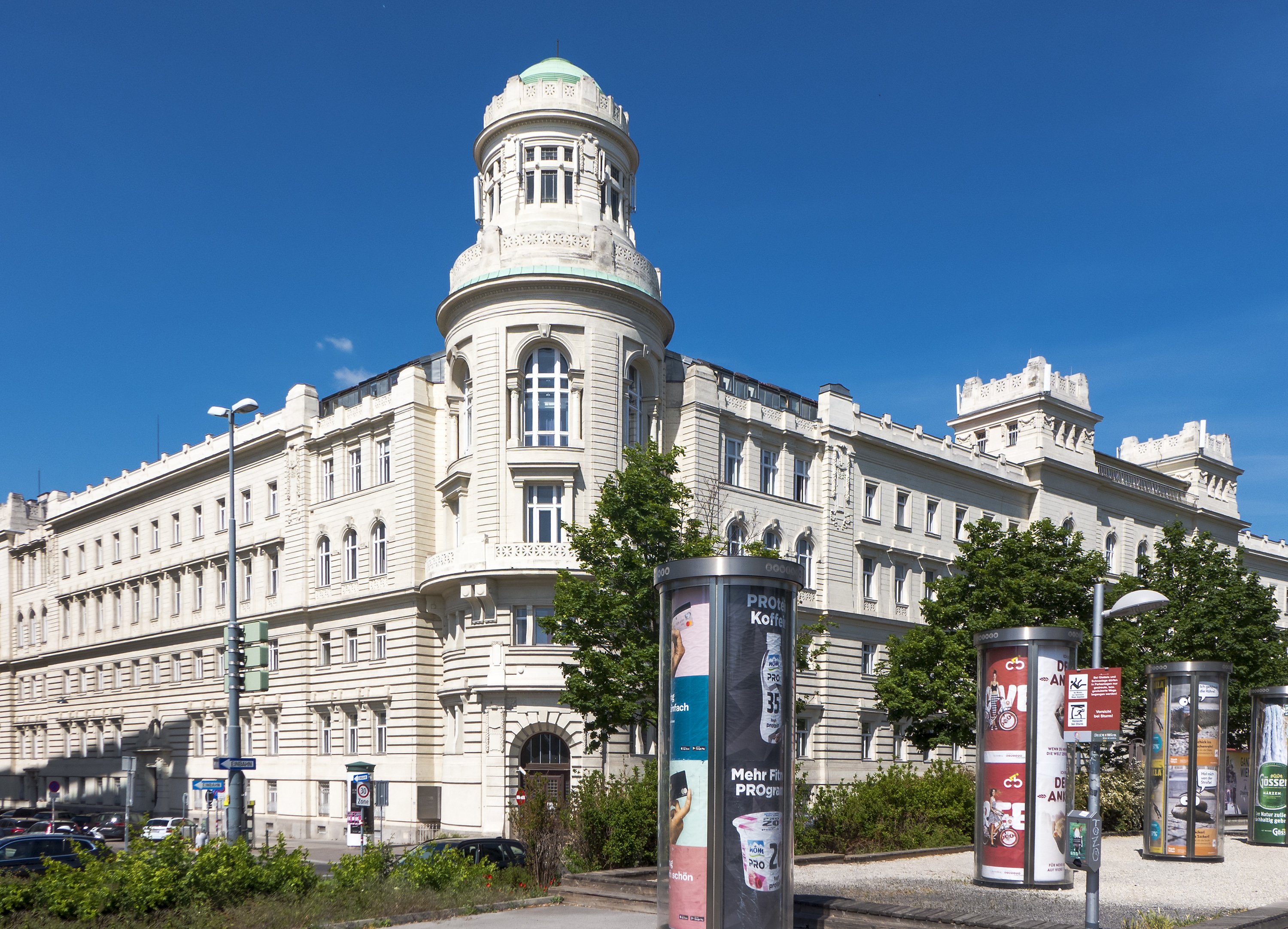
Das Polizeigebäude Rossauer Lände, Sitz des LKA Wien

Die Landeskriminalämter (LKA) sind in Österreich Einrichtungen der Bundespolizei, die auf Landesebene eingerichtet sind. Die Landeskriminalämter sind Organisationseinheiten der Landespolizeidirektionen und grundsätzlich für die Bearbeitung der Schwerkriminalität bzw. überregionaler Kriminalität zuständig; aber auch bei der Koordinierung aller im Kriminaldienst tätigen Dienststellen eines Bundeslandes.
Sie sind für kriminalpolizeiliche Tätigkeiten und Analysen, Koordination und Information zuständig und bestehen aus Ermittlungs- und Assistenzbereichen.